# Ерматінген
Ерматінген (нім. Ermatingen) — громада  в Швейцарії в кантоні Тургау, округ Кройцлінген.

## Географія
Громада розташована на відстані близько 150 км на північний схід від Берна, 19 км на північний схід від Фрауенфельда.
Ерматінген має площу 10,5 км², з яких на 14,4% дозволяється будівництво (житлове та будівництво доріг), 40,5% використовуються в сільськогосподарських цілях, 41,8% зайнято лісами, 3,3% не є продуктивними (річки, льодовики або гори).

## Демографія
2019 року в громаді мешкало 3527 осіб (+22,5% порівняно з 2010 роком), іноземців було 31,9%. Густота населення становила 337 осіб/км².
За віковим діапазоном населення розподілялося таким чином: 18,1% — особи молодші 20 років, 60,3% — особи у віці 20—64 років, 21,6% — особи у віці 65 років та старші. Було 1606 помешкань (у середньому 2,2 особи в помешканні).
Із загальної кількості 1100 працюючих 59 було зайнятих в первинному секторі, 275 — в обробній промисловості, 766 — в галузі послуг.